# Halichoeres marginatus
 Halichoeres marginatus és una espècie de peix de la família dels làbrids i de l'ordre dels perciformes.

## Morfologia
Els mascles poden assolir els 18 cm de longitud total.

## Distribució geogràfica
Es troba des del Mar Roig fins a Moçambic, les Hawaii, les Tuamotu, el sud del Japó i el sud de la Gran Barrera de Corall.